# 圣阿加特昂东济
圣阿加特昂东济（法語：Sainte-Agathe-en-Donzy，法語發音：[sɛ̃t aɡat ɑ̃ dɔ̃zi]）是法国卢瓦尔省的一个市镇，位于该省北部，属于罗阿讷区。

## 地名
该地名中的“东济”（Donzy）来自拉丁语，意为“领主的土地”，并非区域名称。

## 地理
圣阿加特昂东济（45°50'16"N, 4°18'26"E）面积3.39 平方千米，位于法国奥弗涅-罗讷-阿尔卑斯大区卢瓦尔省，该省份为法国中南部省份，北起顺时针与索恩-卢瓦尔省、罗讷省、伊泽尔省、阿尔代什省、上盧瓦爾省、多姆山省和阿列省接壤。
与圣阿加特昂东济接壤的市镇（或旧市镇、城区）包括：冈河畔圣科隆布、维奥莱、比西耶尔、科唐斯、蒙沙勒、罗济耶昂东济。
圣阿加特昂东济的时区为UTC+01:00、UTC+02:00（夏令时）。

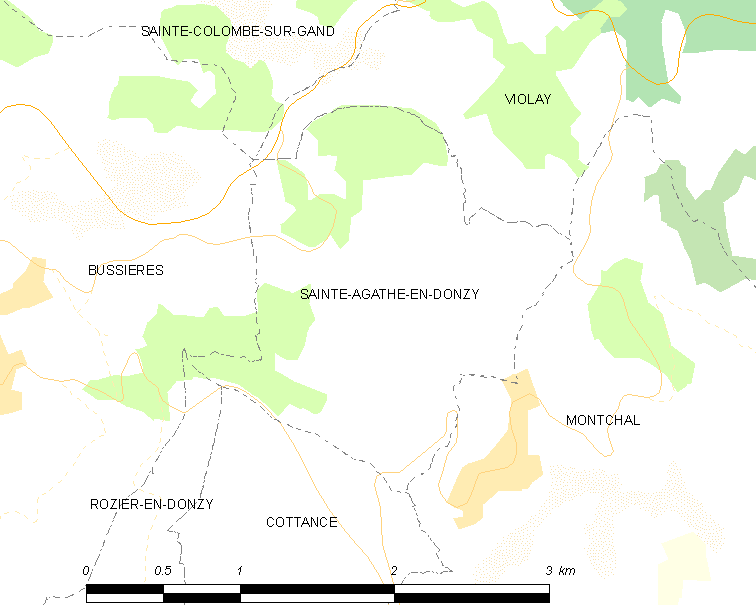
圣阿加特昂东济的OSM定位图

## 行政
圣阿加特昂东济的邮政编码为42510，INSEE市镇编码为42196。

## 政治
圣阿加特昂东济所属的省级选区为勒科托县。

## 人口

1962-2008年间圣阿加特昂东济人口变化图示

圣阿加特昂东济于2022年1月1日时的人口数量为117人。